# Todor Kolev (calciatore 1980)
Todor Aleksandrov Kolev (in bulgaro Тодор Александров Колев?; Veliko Tărnovo, 2 agosto 1980) è un ex calciatore bulgaro, di ruolo attaccante.

## Carriera

### Club
Ha giocato con Etar Veliko Tarnovo, Levski Sofia, Spartak Pleven, Marek Dupnica, Slavia Sofia, Alemannia Aachen, Ironi Kiryat Shmona, Olympiakos Volos, Lamia e Dobrudzha.

### Nazionale
Ha giocato tra il 1999 ed il 2001 con la Bulgaria Under-21.

## Palmarès
- Campionato bulgaro: 2

Levski Sofia:1999-2000, 2000-2001
- Coppa di Bulgaria: 3

Levski Sofia: 1999-2000, 2002-2003
Ludogorec: 2011-2012